# Джонсон, Глен (футболист)
Глен Макла́уд Ку́пер Джо́нсон (англ. Glen McLeod Cooper Johnson; родился 23 августа 1984 года в Гринвиче, Лондон) — английский футболист, защитник. Выступал за национальную сборную Англии. Выступал на позиции правого крайнего защитника, также мог сыграть на левом фланге и в полузащите.

## Карьера

### Вест Хэм
Выпускник академии «Вест Хэм Юнайтед» подписал свой первый контракт летом 2001 года, и включён в заявку под номером 23. Сезон 2001/02 провёл в резервной команде, так и не пробившись в основу. Осенью 2002 года Джонсон отправляется в аренду к злейшему врагу молотобойцев, «Миллуоллу», за который сыграл 8 матчей. Дебют в Премьер-Лиге состоялся 22 января 2003 года, когда «Вест Хэм» уступил «Чарльтону». Сыграв во втором круге 15 матчей за молотобойцев, Джонсон стал искать новое место продолжения карьеры, так как «Вест Хэм» вылетел из Премьер-Лиги.

### Челси
Джонсон пришёл в клуб почти одновременно с новым владельцем клуба, Абрамовичем, который выложил за него 6 миллионов фунтов. Глен дебютировал за «синих» в квалификации Лиги чемпионов, в первом матче против словацкой «Жилины», в ответном матче забил свой первый гол за «Челси». Первый матч за «Челси» в Премьер-лиге провёл 17 августа 2003 года (победа над «Ливерпулем»). Открыл счёт голам за новый клуб только в ноябре. За 2 сезона (2003/04, 2004/05) сыграл за «Челси» 63 раза во всех турнирах, став в 2005 победителем Премьер-лиги. Однако следующий сезон сложился для Джонсона неудачно — всего 4 матча в чемпионате из-за конкуренции с Паулу Феррейрой и Нжитапом, вследствие чего он не получил чемпионскую медаль 2006 года. Летом «Челси» отдал Джонсона в аренду «Портсмуту». Через год Джонсон вернулся в стан лондонского клуба, сыграв несколько матчей на старте сезона.

### Портсмут

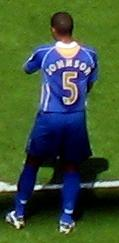
Джонсон в форме «Портсмута»

В последний день лета 2007 года Джонсон подписал четырёхлетний контракт с «Портсмутом». Как считается, трансфер составил 4 миллиона фунтов. 20 октября забил свой первый гол за 3 года, «Уигану». В 2008 году выиграл с клубом Кубок. 22 ноября Джонсон забил «Халлу» невероятный гол с 35 ярдов, который был признан лучшим голом сезона. Так же Джонсон попал в символическую сборную Премьер-Лиги сезона 2008/09. Зимой появились слухи о возможном переходе Джонсона в «Ливерпуль» за 9 миллионов фунтов, однако 9 января 2009 года Джонсон подписал новый 4,5—летний контракт с «Портсмутом».

### Ливерпуль
13 июня руководство «Портсмута» подтвердило, что Джонсон, видимо, перейдёт в клуб уровнем выше — назывались «Челси», «Ливерпуль», «Манчестер Сити». 16 июня «Портсмут» согласовал переход с «Ливерпулем», а 18 — с «Челси», выбор оставили за игроком. 22 июня «Ливерпуль» сообщил, что заключил контракт с Джонсоном. Как считается, трансфер составил 17 миллионов фунтов, 7 из которых «Портсмут» был должен за Крауча.
7 июля 2011 года Глен Джонсон продлил свой контракт с клубом «Ливерпуль» до конца сезона 2014/15.

### Сборные

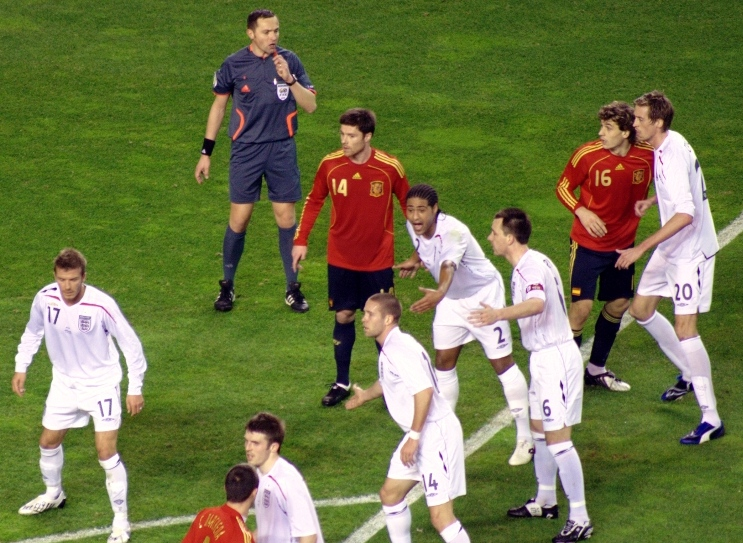
Джонсон (№ 2) в матче против Испании, 11 февраля 2009

После уверенной игры за молодёжную сборную Англии, Джонсон был вызван в основную команду, и дебютировал в ней 18 ноября 2003 года, заменив в матче с датчанами Гари Невилла. Однако в 2005 году Джонсона вытеснил из состава Люк Янг, и он не призывался под знамёна ни Эриксоном, ни Маклареном. В январе 2008 Капелло вновь вызвал игрока в сборную, и тот сделал 4 голевые передачи в матче с Андоррой.

### Гол за сборную
| #  | Дата        | Место          | Соперник | Счёт | Результат | Турнир            |
| -- | ----------- | -------------- | -------- | ---- | --------- | ----------------- |
| 1. | 24 мая 2010 | Уэмбли, Лондон | Мексика  | 3-1  | 3-1       | Товарищеский матч |

## Достижения
Командные
«Челси»
- Чемпион Премьер-лиги: 2004/05
- Обладатель Кубка Футбольной лиги: 2005

«Портсмут»
- Обладатель Кубка Англии: 2008

«Ливерпуль»
- Обладатель Кубка Лиги: 2012

### Личные
- Команда года по версии ПФА: 2008/09